# Antonio López (meksykański piłkarz)
Antonio „Tony” López Ojeda (ur. 18 maja 1989 w La Paz) – meksykański piłkarz występujący na pozycji napastnika, trener piłkarski.

## Kariera klubowa
López jest wychowankiem zespołu Club América z siedzibą w stołecznym mieście Meksyk. Do seniorskiej drużyny został włączony w wieku dwudziestu lat przez szkoleniowca Jesúsa Ramíreza, pod nieobecność postrzelonego w głowę podstawowego atakującego, Salvadora Cabañasa. W meksykańskiej Primera División zadebiutował 6 lutego 2010 w przegranym 0:1 spotkaniu z Atlasem, natomiast premierowe gole w najwyższej klasie rozgrywkowej zdobył 7 marca tego samego roku w wygranym 6:0 meczu z Querétaro, kiedy to trzykrotnie wpisał się na listę strzelców. W połowie 2011 roku, nie mogąc sobie wywalczyć miejsca w podstawowym składzie, udał się na półroczne wypożyczenie do niżej notowanej ekipy Puebla FC, gdzie także pełnił wyłącznie funkcję rezerwowego. Po powrocie do Amériki, w wiosennym sezonie Clausura 2013, zdobył z tym zespołem tytuł mistrza Meksyku, lecz wciąż sporadycznie pojawiał się na ligowych boiskach.
| Sezon     | Klub         | Kraj   | Rozgrywki | Mecze | Bramki |
| --------- | ------------ | ------ | --------- | ----- | ------ |
| 2009/2010 | Club América | Meksyk | Liga MX   | 13    | 5      |
| 2010/2011 | Club América | Meksyk | Liga MX   | 6     | 0      |
| 2011/2012 | Puebla FC    | Meksyk | Liga MX   | 3     | 0      |
| 2011/2012 | Club América | Meksyk | Liga MX   | 0     | 0      |
| 2012/2013 | Club América | Meksyk | Liga MX   | 13    | 1      |
| 2013/2014 | Club América | Meksyk | Liga MX   |       |        |